# Abercrombie-River-Nationalpark
Der Abercrombie-River-Nationalpark ist ein Nationalpark im Osten des australischen Bundesstaates New South Wales, 138 km westlich von Sydney und rund 40 km nordöstlich von Crookwell.
Der Park ist ein Schutzgebiet für lichten, noch vollkommen ursprünglichen Wald in der Region der Blue Mountains. Die Kasuarinen – auch australische Kiefern genannt – stehen um die Lagunen der drei wichtigsten Wasserläufe im Park.
Für Besucher bestehen Möglichkeiten, zu zelten, zu fischen, zu wandern, zu schwimmen und Kanu zu fahren.
Der Abercrombie River, der Retiro River und der Silent Creek sind wichtige Lebensräume für das Schnabeltier und die Goldbauch-Schwimmratte. In den Eukalyptuswäldern findet man Bergkängurus, Rothals-Wallabys, Sumpfwallabys und östliche graue Riesenkängurus.